# 모노박탐

티게모남

모노박탐(Monobactams)은 세균에서 추출된 베타-락탐 계열 항생제이다. 다른 대다수 베타-락탐 항생제와 달리, 모노박탐은 베타-락탐 고리가 다른 고리와 합쳐져 있지 않다.
모노박탐은 좁은범위 항생제에 속한다. 즉, 호기성이거나 통성 혐기성인 그람 음성 간균에만 효과를 보인다. 대신 모노박탐은 이 부류의 세균들이 가지는 베타-락타메이스에 높은 수준의 저항성을 가진다. 항균 스펙트럼이 좁은 덕에, 모노박탐은 환자의 정상세균총에 영향을 주지 않으면서 감염을 치료할 수 있다. 그러나 사용 빈도 자체는 적은 편이다.
아즈트레오남은 모노박탐에 속하는 항생제 중 가장 중요하면서도 유일하게 판매가 이루어지고 있는 항생제이다. 그 외의 모노박탐으로는 티게모남, 노카디신 A, 탭톡신 등이 있다.

## 약리학
모노박탐은 페니실린 결합 단백질(PBPs)에 결합해 세균의 세포벽 합성을 억제하여 항균 효과를 낸다. 그람 양성균이나 혐기성 세균의 PBPs에는 결합력이 낮아, 이 세균들에 대한 항균 효과는 없다. 아미노글리코사이드, 피페라실린과 상승작용을 보인다. 세균의 베타-락타메이스로 인해 모노박탐 내성이 나타날 수 있다.

## 부작용
모노박탐계 항생제는 페니실린과 IgE 교차반응성을 보이지 않지만, 일부 세팔로스포린, 특히 세프타지딤과 교차반응성을 가진다. 이는 아즈트레오남 등은 세프타지딤과 동일한 곁사슬을 가지기 때문이다.